# Prison Le bon Pasteur
Le bon Pasteur était une prison de Nantes sous la Révolution.

## Le couvent transformé en prison
Couvent religieux avant la Révolution, la maison du Bon pasteur, située place du Bon-Pasteur, est reconvertie en prison pour femmes à la demande du représentant Gillet en août 1793. Le même mois, les prisonnières de la Visitation y sont envoyées, suivies des femmes détenues aux Saintes-Claires, le 22 octobre 1793. Restée sur place, les religieuses de l'l'Ordre de la Pénitence de la Madeleine adressent des secours aux détenues, mais le 15 novembre, sur ordre du Comité révolutionnaire de Nantes, les 48 filles pénitentes du Bon Pasteur, remplacées par de « bonnes citoyennes » sont transférées au Sanitat, les enfants qui l’occupaient ayant été envoyés aux Orphelins. 
Le Bon-Pasteur sert de prison pour les suspectes nantaises et des femmes et des enfants des « brigands ». Fin mars 1794, le nombre des détenus dépasse les sept cents. La prison n'aurait dû en recevoir que deux cents. La prison est dirigée par le geôlier-concierge Fleurdepied dont les escroqueries, les chantages et le violences seront fréquemment dénoncées après Thermidor.

## La prison pendant la Terreur
La dame Desguiot-Mallet, entrepositaire des tabacs, a passé un an au Bon Pasteur. Dans sa déposition au procès du Comité (1795), elle déclare :

« Les femmes manquaient de toutes les choses nécessaires à la vie ; une chétive portion de riz faisait toute leur nourriture. Souvent on volait les aliments, que plusieurs d’entre nous faisaient venir du dehors. Ce n’est que depuis l’arrestation du Comité que l’on donne du pain aux détenus. Nous avons été jusqu’à sept cents femmes dans cette maison qui n’en pouvait loger que deux cents. On nous mettait trente ou quarante dans une petite chambre ; les lits étaient si serrés que nous nous trouvions souvent sous la couverture de nos voisines. On ne manquait jamais de prendre un matelas à celles qui en avaient apporté deux de leur maison. Les malades ou les mourants étaient confondus avec les personnes qui se portaient bien. Pendant six ou sept mois, nous n'avons pas eu d'infirmerie ou plutôt chacune de nos chambres en était une. Combien de femmes atteintes de l'épidémie n'ai-je point vu agoniser, mourir à mes côtés !... C’est à l’humanité du citoyen Thomas que beaucoup de femmes ont dû la vie, il obtint enfin, après plusieurs mois de sollicitation, un local particulier […] Viennent au Bon Pasteur des hommes envoyés par le Comité ; je les vois briser de superbes tableaux, ils n’épargnent que celui qui représente la mort. Ils nous disent avec une ironie cruelle : Contemplez cette image. »

Les détenues vivent dans une incertitude totale concernant leur sort et subissent fréquemment les menaces des gardiens, pendant une soirée la prison est secouée par une vague de panique car un homme de la compagnie Marat a été aperçu en train de rédiger une liste. Les prisonnières sont persuadées qu’on a l’intention de les noyer mais sous la menace du médecin Thomas armé de d’un sabre et d’un pistolet, le sans-culotte se retire et l’affaire en reste là.
À la mi-janvier 1794, la prison est frappée par une épidémie de petite vérole, le 25 le médecin Thomas demande que les enfants détenus soient renvoyés chez leurs parents. Mais un autre médecin envoyé juge la prison saine et la demande n’est pas suivie. Le 15 mars, des demandes de réparations de la cour et des latrines sont adressées sans que l’on sache si les autorités y ont donné suite. En avril, à la suite de l'épidémie et de la surpopulation de la prison le médecin Thomas obtient du Comité le transfert d’un partie des prisonnières au Sanitat. 
Mais la surpopulation reste importante, les représentants Bô et Bourbotte écrivent à l’administration que : « La maison du Bon-Pasteur contient un si grand nombre de détenus, que l’encombrement corrompt l’air et donne lieu à des maladies graves qui doivent fixer l’attention des amis de l’humanité. »
Le 11 juin, les détenues adressent une pétition suivie de 156 signatures au représentant Bourbotte :

« Notre misère est à son comble. Enfermées depuis plus de huit mois dans une maison malsaine, les maladies contagieuses telles que gale, petite vérole et putridité nous enlèvent tous les jours quelques-unes de nos compagnes. Vous seriez attendri, Représentant, de voir cinq cents femmes entassées ; des infirmes, des aveugles même, des septuagénaires, des malades périssent faute d’aide et de soins ; des femmes enceintes, des nourrices, des mères de familles nombreuses, restées dans l’abandon, des marchandes, des ouvrières, des domestiques privées de leur état, enfin des indigents et des malheureux de toute espèce qui, pour la plupart, sont victimes de haines particulières. Nous n’avons pu, jusqu’à ce jour, faire connaître notre innocence, on a affiché des défenses à nos parents, à nos amis, de solliciter notre liberté, sous peine de prison, que plusieurs même ont subie. Venez nous entendre, vous briserez nos fers, quand vous saurez que nous étions des citoyennes paisibles auxquelles on ne peut rien reprocher… Tous nos concitoyens désirent notre liberté ; si on la recule encore, les grandes chaleurs vont causer une mortalité qui rendra inutile la justice qu’on réserve à l’innocence. »

À la suite de l'arrestation du Comité révolutionnaire, les représentants nomment une commission chargée d’examiner les dossiers des prisonnières. Celle-ci prononce plusieurs libérations mais le 29 juin, il reste encore 444 femmes enfermées au Bon-Pasteur et une nouvelle pétition est adressée le 13 juillet : 

« Nos misères et nos tourments se multiplient sous diverses formes : l’air infect que nous respirons dans une enceinte très bornée ; les fièvres putrides et malignes, et jusqu’à la gale, nous entourent ; des matelas et paillasses pleins d’insectes les plus dégoûtants tapissent le seul asile que nous ayons pour promener. 
La hauteur des murs en fait un foyer de réverbère, qui conserve les rayons du soleil jusqu’à son coucher. Cette chaleur dévorante consume nos corps affaiblis par la douleur. Le défaut d’eau, qui irrite la soif, devient un nouveau fléau. La quantité de détenus dans cette maison a tari nos puits ; beaucoup de femmes n’ont point d’eau pour laver leurs misérables dépouilles et celles de leurs enfants. Nous avons prié qu’on nous en apportât de la rivière, mais on ne trouve pas, dit-on, de porteurs d’eau. Citoyens Représentant, pourrais-tu te refuser à nous rendre l’un des premiers besoins de la créature, de l’eau ? On ne refuse pas ce secours aux plus grands criminels. »

Le nombre des détenues diminue progressivement, le 5 août il reste encore 348 femmes et 14 enfants. Selon un rapport du 13 janvier 1795, il ne reste plus que « très peu de détenues, » dont on propose le transfert au Sanitat. La prison est fermée le 24 janvier 1795, elle est néanmoins réutilisée pendant sous le Directoire afin de servir de lieu de détention pour les prêtres réfractaires dans l’attente de leur déportation pour Cayenne.